# Guion suave

Símbolo ISO del guion suave.

En informática y mecanografía, un guion suave (ISO 8859: 0xAD, Unicode U+00AD  soft hyphen, HTML: &#xAD; o &#173; o &shy;) o guion de sílaba (SHY) es un código reservado para ciertos conjuntos de codificación de caracteres, con el fin de separar palabras entre línea insertando guiones visibles. Dos formas alternativas de usar el guion suave están disponibles, dependiendo de la codificación del texto, si se va a separar por líneas o si ya está con un formato previo.

## Texto para darle formato
Para usar este carácter en el texto que se va a separar por líneas se debe aplicar un contexto posterior a 1999 en especificaciones HTML y Unicode, así como algunos formatos de archivo de procesado de palabras. En este contexto, el guion suave también se puede llamar un guion discrecional o guion opcional. Sirve como marcador invisible para especificar un sitio del texto donde una rotura sin forzar el salto de línea. Solo será visible si el salto de línea se produce, al final de esta. El guion suave Unicode y la implementación HTML son muchas de las formas similares a los espacio de ancho cero Unicode, con la excepción de que el guion suave conservará el interletraje de los caracteres en cualquier lado cuando no sea visible. El espacio de ancho cero, por otro lado, no lo hará, por ello tiene su propia medida de interletraje.

Para mostrar el efecto de un guion suave en HTML, las palabras del texto siguiente han sido separadas con guiones suaves:

MargaretAreYouGrievingOverGoldengroveUnleavingLeavesLikeTheThingsOfManYouWithYourFreshThoughtsCareForCanYouAhAsTheHeartGrowsOlderItWillComeToSuchSightsColderByAndByNorSpareASighThoughWorldsOfWanwoodLeafmealLieAndYetYouWillWeepAndKnowWhyNowNoMatterChildTheNameSorrowsSpringsAreTheSameNorMouthHadNoNorMindExpressedWhatHeartHeardOfGhostGuessedItIsTheBlightManWasBornForItIsMargaretYouMournFor

En navegadores HTML compatibles con guiones suaves, al redimensionar la ventana se producirán saltos de texto fuera de los límites y se insertarán guiones al final de cada línea.

## Texto con formato previo
El carácter también se puede usar en el texto, donde los párrafos ya se han separado en líneas, como ciertos archivos de texto, enviados a emuladores de terminal de estilo VT100 o impresoras o páginas representadas en lenguaje de descripción de páginas. Este es el contexto de aplicación originalmente considerado por los estándares EBCDIC e ISO 8859-1, implementados en muchos emuladores de terminal VT100.

## Cifrados y definiciones
El cifrado del guion suave en conjuntos de caracteres en orden cronológico:
- EBCDIC como SHY (como «guion de sílaba») en posición 202 (0xCA hexadecimal).[1][5] IBM definió su propósito como «guion usado para dividir una palabra al final de una línea que puede ser sacado cuándo un programa ajusta dichas líneas».[6]
- Estándar DIN alemán 31626 definido como 0x8D como «Control de sílaba opcional (OSC)», un «carácter de control de impresión» para utiliza marcas de división de sílabas en palabras largas. Este conjunto de controles C1 se registró en 1979.[7]
- ISO 8859-1: 1986 (latino 1) tomó SHY de EBCDIC, pero lo llamó «guion suave», y lo colocó en posición 0xAD (hexadecimal) y dijo que su propósito era «utilizarse cuándo un salto de línea se estableciese dentro de una palabra». Otras partes ISO 8859 partes lo colocaron en la misma posición, con la excepción de ISO 8859-11 (tailandés/latino), el cual carece de él.
- La página de códigos 850 de IBM (un conjunto de caracteres de MS-DOS ISO 8859-1) los colocó en posición 240 = 0xF0.
- SGML incluye en su conjunto de entidades (ISO 8879:1986) «&shy;» para el guion suave ISO 8859-1.
- Unicode 1.0 (1991) e ISO 10646 (1993) tomaron el primer código 256 de ISO 8859-1, resultando como SHY en Unicode U+00AD.
- HTML 2 (1995) incorporó la entidad «&shy;» de SGML, pero explícitamente desalentado su uso.
- HTML 4 (1999) redefinió el propósito del carácter como guion de marcado, el cual solo es visible al final de una línea después de formato.
- Unicode 4.0 (2002) cambió la categoría de su carácter SHY de «Pd» (puntuación, deslizamiento) a «Cf» (otro, formato), así alineando su interpretación del carácter con aquel de HTML 4.

## Problemas de seguridad
Los guiones suaves se han usado para dominios o URL en email no deseado.